# Killall
killall és una utilitat de la línia d'ordres disponible en sistemes Unix-like. Hi ha 2 implementacions diferents:
- La implementació UNIX System V: (incloent Solaris) i amb Linux sysvinit[Enllaç no actiu] tools (as killall5) és una ordre particularment perillosa capaç de matar tots els processos als quals té accés l'usuari, fins i tot el sistema, si l'usuari té privilegis de root.
- La implementació de FreeBSD i Linux psmisc tools és similar a les ordres pkill i skill, i mata només els processos especificats a la línia d'ordre.

Totes dues implementacions funcionen enviant un senyal, mitjançant la crida de sistema kill o l'ordre kill

## Exemples
Matar tots els processos (UNIX System V)
```
$ killall
```

Mostrar tots els senyals (FreeBSD/Linux)
```
$ killall -l
```

Enviar el senyal SIGUSR1 al procés amb tots els processos de la comanda dd que s'estiguin executant (FreeBSD/Linux)
```
$ killall -s USR1 dd
```

Eliminar un procés que no respon (FreeBSD/Linux):
```
$ killall -9 dd
```

El número especifica el tipus de senyal. Vegeu l'article senyal per obtenir una llista de senyals.